# Медуха (село)
Ме́духа, або Меду́ха[джерело?] (пол. Meducha) — село Дубовецької сільської громади Івано-Франківського району Івано-Франківської області.

## Історія
Перша документальна згадка про село датована 1435 роком. 1464 року суддя Пйотр з Браніц та підсудок земський львівський Ян з Високого підтвердили продаж Міхалом зі Стрілищ своєї частини села Медуха за 200 гривень звичної монети львівському архиєпископу РКЦ Григорію Сяноцькому. 1469 року було укладено угоду між Григорієм Сяноцьким та Миколаєм Карнковським з Медухи стосовно розмежування саджавок між Медухою та Библом (тепер Набережне, Галицький район).
У податковому реєстрі 1515 року в селі документується піп (отже, уже тоді була церква) і 2 лани (близько 50 га) оброблюваної землі.
До 1 січня 1885 року входило до складу Рогатинського повіту, від цього дня — до складу Станіславівського повіту.

## Населення

### Мова
Розподіл населення за рідною мовою за даними перепису 2001 року:
| Мова       | Кількість | Відсоток |
| ---------- | --------- | -------- |
| українська | 437       | 98.87%   |
| російська  | 4         | 0.90%    |
| вірменська | 1         | 0.23%    |
| Усього     | 442       | 100%     |

## Пам'ятки

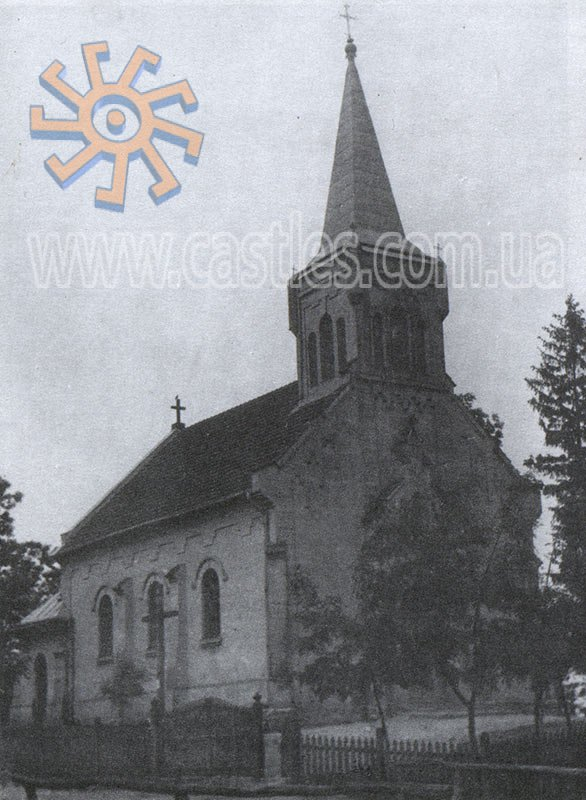
Костел до совітів

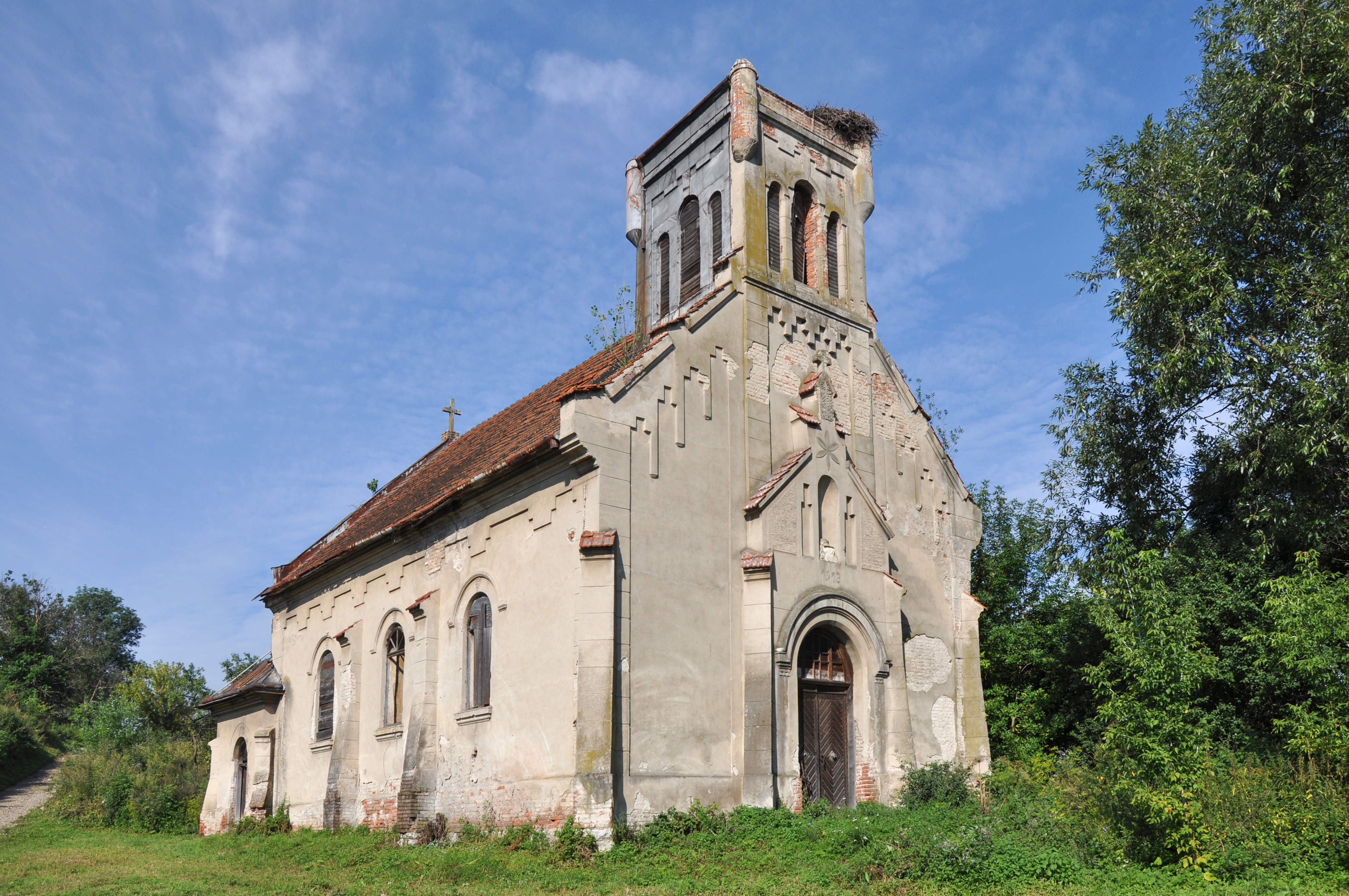
Костел Розарія Діви Марії (1912—1913)

В південній частині Медухи в 1912—1913 роках був збудований польський неороманський Костел Розарія Діви Марії. Будували його місцеві парафіяни за допомогою львівського архієпископа РКЦ Йосифа Більчевського. За радянської влади використовувався як склад. Статус: пам'ятка архітектури місцевого значення. Реєстраційний номер: 651. Над входом в костел залишився напис «1913» та «Orędowniczko Różańca świętego, módl się za nami».

## Відомі люди

Вітовський Дмитро

- Вітовський Дмитро Дмитрович — політик, полковник Легіону Українських січових стрільців, полковник УГА, Державний секретар Військових Справ ЗУНР. В 1997 році встановлено пам'ятник в центральній частині села (автор — П. Штаєр)[5].
- Хмеленко Григорій — військовий діяч; командир Богдано-Дорошенківського куреня 1-ї Запорозької дивізії, хорунжий 3-ї сотні («Богданівської», «Богдано-Дорошенківської») полку Чорних запорожців.
- Мелень Теофіл — публіцист, військовий кореспондент Пресової кватири УСС.[6]

## Сучасність
- Медухівська ЗОШ І–ІІ ступенів (директор депутат сільської ради Михайло Юркевич), у 2015—2016 навчальному році навчається 26 учнів, а наступного року передбачається ще менше — 24.
- Клуб (завідувач клубу Галина Костишак).
- ФАП.
- Храм Святого Миколая (отець Руслан Червінський).
- Освітлено всі вулиці Медухи.
- ТзОВ «Даноша» орендує в тутешніх селян 980 гектарів земельних паїв.
- Ставки загальною площею водного дзеркала 24 гектари (три орендарі).